# ケヴィン・シロー
ケヴィン・シロー（Kévin Sireau、1987年4月18日 - ）は、フランス・シャトールー出身の自転車競技（トラックレース）選手。コフィディスのトラックレースチームに在籍。
フランス語読みだとケヴァン・シローになるが、JKAのレポート及びNHKの世界選手権自転車競技大会、UCIトラックワールドカップクラシックスでの中継では当名称（表記はケビン・シローとなっている）が使用されており、それに倣っている。

## 経歴
- 2005年
  - ジュニア世界選手権自転車競技大会の1kmタイムトライアル、個人スプリント、チームスプリントの3種目でいずれも2位。
- 2006年
  - フランス国内選手権の個人スプリント、ケイリンの2冠。
- 2007年
  - 欧州選手権U-23ケイリン優勝。
  - 2007年 - 2008年シーズンのUCIトラックワールドカップクラシックスでは、個人スプリントで1勝し、総合優勝も果たして同種目の北京オリンピック出場権を獲得。同シリーズでは、チームスプリントでも1勝を挙げる。
- 2008年
  - 世界自転車選手権
    - チームスプリントにおいて、グレゴリー・ボジェ、アルノー・トゥルナンとのトリオで優勝。
    - 個人スプリントではクリス・ホイに次いで2位に入った。

  - 北京オリンピック
    - チームスプリントのメンバーとして銀メダルを獲得。

  -  フランス選手権
    - スプリント、ケイリンの二冠達成。
- 2009年
  - 世界選手権
    - チームスプリントにおいて、グレゴリー・ボジェ、ミカエル・ブルガンとのトリオで、フランスチーム4連覇に貢献した。

  - 5月30日、GP・モスクワの200mフライングタイムトライアルにおいて、テオ・ボスが同地でマークした9秒772を上回る、9秒572の世界新記録をマークした。なお、前日の同月29日には、同地で9秒650をマークしている。
  - 2009年 - 2010年シーズンのUCIトラックワールドカップ2010-2011のスプリントでは4戦中1戦（カリ）で優勝し、同種目の総合優勝を果たした。
- 2010年
  - 世界選手権
    - チームスプリントで、予選トップタイムをマークしながらも、同2位のドイツに決勝で敗れた。
    - スプリントでは3位。

  - 2010年〜2011年シーズンのUCIトラックワールドカップ2010-2011のスプリントでは4戦中3戦（カリ、北京、マンチェスター）で優勝し、同種目の総合優勝を果たした。
- 2011年
  - 世界選手権
    - チームスプリントでは、グレゴリー・ボジェ、ミカエル・ダルメダとのトリオで、前回優勝のドイツを予選、決勝ともに下し、世界王者奪回に貢献した。
- 2012年
  - 上記2011年世界選手権・チームスプリントについて、グレゴリー・ボジェの競技外ドーピング未報告事例があったことにつき記録が取り消されることになった[1]。
  - 世界選手権
    - チームスプリント 2位

  -  ロンドン五輪・チームスプリント 2位
- 2014年
  - 世界選手権・チームスプリント 3位